# ホセ・ルイス・ブラウン
ホセ・ルイス・ブラウン（José Luis Brown, 1956年11月11日 - 2019年8月12日）は、アルゼンチン・ブエノスアイレス州ランチョス出身の元サッカー選手、サッカー指導者。ポジションはディフェンダー。アルゼンチン代表であった。

## 経歴

### 選手時代

#### クラブ
エストゥディアンテスの下部組織出身。1975年にトップチームデビューし、メトロポリターノ1982とナシオナル1983ではキャプテンとしてプリメーラ・ディビシオン優勝に貢献した。8シーズンをエストゥディアンテスで過ごし、コロンビアのアトレティコ・ナシオナル、ボカ・ジュニアーズ、デポルティーボ・エスパニョールでプレーした後にヨーロッパに渡った。フランスのスタッド・ブレストとスペインのレアル・ムルシアに在籍し、1989年にアルゼンチンに戻ってラシン・クルブで現役引退した。

#### 代表
1983年にアルゼンチン代表デビューし、1989年までに36試合に出場した。1986年にはディエゴ・マラドーナやホルヘ・バルダーノらとともに1986 FIFAワールドカップに出場し、決勝の西ドイツ戦 (3-2) では代表で唯一となる得点（先制点）を挙げた。試合終盤に右腕を負傷し、残り時間は腕を体に固定した上でのプレーとなったが、カルロス・ビラルド監督の交代命令を拒否してプレーを続けた。アルゼンチンは3-2で西ドイツを破り、2度目の優勝を果たした。

### 指導者時代
現役引退後は指導者となり、サン・ロレンソではオスカル・ルジェリ監督の下でアシスタントコーチを、ボカ・ジュニアーズではカルロス・ビラルド監督の下でアシスタントコーチを務めた。2000年、プリメーラ・ディビシオン（1部）に昇格したばかりのクルブ・アルマグロ監督にエクトル・エンリケとともに就任。1年後、エンリケとブラウンのコンビはヌエバ・チカゴ監督に就任したが、11試合を率いただけで成績不振を理由に辞任した。2002年にはボリビアのクルブ・ブルーミング監督に就任し、良いイメージを残したものの、16試合を率いただけで辞任した。再びビラルド監督の下で働くことを決断し、エストゥディアンテスの下部組織で大きな成功を残すと、ビラルド監督がエストゥディアンテス監督を去るのと同時にプリメーラB・ナシオナル（2部）のアトレティコ・ラファエラ監督に就任し、30試合を指揮した。2005年4月、首脳陣との意見の相違を理由にアトレティコ・ラファエラを離れ、再びプリメーラ・ディビシオンのアルマグロ監督に就任したが、アルマグロはプリメーラB・ナシオナル降格となった。2006年にはアトレティコ・ラファエラと同じくサンタフェ州ラファエラに本拠地を置くベン・ウルの監督に就任し、2007年5月にはフェロカリル・オエステ監督に就任。同年12月、U-20アルゼンチン代表監督に転任したセルヒオ・バティスタ監督の後任としてU-17アルゼンチン代表監督に就任。2008年の北京オリンピックではバティスタ監督のアシスタントコーチを務め、アルゼンチンは金メダルを獲得した。
2019年8月12日、アルゼンチンサッカー協会は、ブラウンの死去を発表した。享年62歳。晩年はアルツハイマー病を患い、闘病中であったという。

## タイトル

### 選手時代

#### クラブ
エストゥディアンテス
- プリメーラ・ディビシオン (2) : 1982M, 1983N

#### 代表
アルゼンチン代表
- FIFAワールドカップ (1) : 1986

### 指導者時代
U-23アルゼンチン代表
- オリンピック 金メダル : 2008 (アシスタントコーチとして)